# Alain Van der Biest
Alain Van Der Biest (Grâce-Berleur, 4 maggio 1943 – Grâce-Hollogne, 17 marzo 2002) è stato un politico belga vallone, esponente del Partito Socialista.
Ministro vallone degli enti locali, dei lavori pubblici e dell'acqua dal 3 maggio 1990 al 8 gennaio 1992 e ancora prima Ministro federale delle pensioni dal 9 maggio 1988 al 2 maggio 1990.

## Biografia
Van der Biest era nipote di un minatore del Limburgo, suo padre lavorava in una piccola fonderia. Ha studiato lettere classiche presso il Royal Atheneum di Liegi, si è laureato in Filologia romanza presso l'Università di Liegi e ha studiato letteratura italiana a Perugia. Dopo gli studi, è stato un insegnante per molto tempo presso la scuola secondaria e l'università come assistente di letteratura, anche a Liegi.
Massone, fu membro del Grande Oriente del Belgio.

## Carriera politica
Van der Biest ha aderito al Partito Socialista nel 1963. La sua carriera inizia come protetto di André Cools nel 1975 come candidato Vice Segretario Nazionale del partito PS. Nel 1976 è stato eletto nel comune e sindaco di Grace-Hollogne (fino al 1994), nel 1977 divenne deputato per Liegi e successivamente presidente PS nel Parlamento vallone, è stato Ministro delle pensioni nel 1988, una materia alla quale era completamente strano. Dal 1990 al 1992 è stato ministro degli affari interni della Vallonia (come successore di Cools).
Il 3 aprile 1990 ha firmato insieme con l'intero governo Martens VIII la legge sull'aborto.

## Inchiesta
Dalla fine del 1970 Van der Biest fece fatica con un serio problema di alcol. Nel suo governo come ministro della Vallonia era, inoltre, circondato da figure dal mondo sotterraneo della Liegi-italiana, anche con l'ex poliziotto Richard Taxquet come segretario privato e Pino Di Mauro come pilota. Entrambi avevano contatti con la mafia siciliana.
Nel luglio 1992 la sua immunità parlamentare è stata revocata su richiesta del giudice istruttore Jean-Marc Connerotte. Nel novembre 1991 in una rapina fatta all'aeroporto di Zaventem con un bottino, era indagato per truffa puntando a persone del gabinetto di Van der Biest. Nel febbraio 1993 Van der Biest è stato colpito e ferito dopo una notte al bar in circostanze misteriose ed è stato trovato privo di sensi davanti alla sua casa.
Il 9 settembre 1996 è stato arrestato per la prima volta in relazione con l'assassinio di André Cools (che ha avuto luogo il 18 luglio 1991): il suo nome è stato menzionato come un possibile sospetto. Il motivo sarebbe che Cools, che inizialmente aveva promosso la carriera Van der Biest, ha voluto spingerlo da parte sua a causa dell'ubriachezza e dell'incompetenza. Van der Biest ha sempre negato qualsiasi coinvolgimento nell'omicidio.
Nel giugno 1997 Van der Biest è stato condannato a due anni (di cui 8 mesi effettivi) per falso e appropriazione indebita nel suo gabinetto durante il periodo 1990-1992. Dopo aver presentato ricorso, la sentenza della Corte d'Appello di Liegi il 10 giugno 1998, ha aumentato la condanna a 30 mesi, la metà efficace. Van der Biest è tornato in azione poi davanti alla Corte di cassazione, che la sentenza della Corte d'Appello di Liegi ha distrutto. Il processo è stato ripetuto per la Corte d'appello di Bruxelles, che ha alleggerito la pena ad un anno di libertà vigilata. Ha anche perso i suoi diritti civili e politici per cinque anni, che ha impedito il suo ritorno previsto in politica.
Van der Biest aveva superato la sua dipendenza dall'alcol alla fine della sua vita, ma fu deluso completamente e si è ritirato dalla politica. Anche se era massone, ha guardato negli ultimi anni della sua vita più ad una vicinanza alla fede cattolica nei suoi rapporti con André-Mutien Léonard, che era allora vescovo di Namur (Arcivescovo di Mechelen-Bruxelles dal 2010).
Nel 2002 si è suicidato in casa di sua madre, che era morta un mese prima. Nella lettera d'addio alla moglie ha sostenuto la sua innocenza. È stato sposato per 37 anni.
Poche settimane prima del gran giurì di Liegi che aveva cominciato a presentare Cools, Van der Biest venne considerato uno dei principali sospettati. Nel gennaio 2004 sei persone provenienti dai cerchi intorno a Van der Biest vengono condannati dalla Corte d'Assise di Liegi per concorso nell'omicidio di Cools, tra i quali Taxquet e Di Mauro che hanno avuto 20 anni di carcere.

## Opere
Van der Biest ha anche scritto diverse opere letterarie, si tratta quasi sempre di romanzi con un'inclinazione autobiografica:
- Les barons ou Le Prince de Flémal (1975, Shakespeare-caricatura, un omaggio a André Cools)
- La saison des pluies (1981)
- Les Genets de Seraing (1984)
- Un sioux Socialiste (1985)
- Appelez-moi Miller (1987)
- Les Carnets d'un Bouc émissaire (1993)
- La nuit, la vie (1997, circa la sua permanenza nel carcere di Lantin nel 1996-1997)
- Quetout aille bien! (Manoscritto del 1990, pubblicato postumo nel 2003)

Inoltre, Van der Biest ha scritto la sua visione per il futuro della Vallonia: Notre nation: Forcer destin un pour la Wallonie (1998).
Su Van der Biest sono state pubblicate un'analisi sociologica di Frédéric Antoine, La médiamorphose d'Alain Van der Biest (1993), e un film documentario del regista Thierry Michel, la grâce perdue d'Alain Van der Biest (1993).